# بخش روان
بخش روان (به فرانسوی: Arrondissement de Roanne) یک بخش در فرانسه است که در لوآر واقع شده‌است.